# Coleophora straminella
Coleophora straminella é uma espécie de mariposa do gênero Coleophora pertencente à família Coleophoridae.